# Clytia discoidea
Clytia discoidea är en nässeldjursart som först beskrevs av Mayer 1900.  Clytia discoidea ingår i släktet Clytia och familjen Campanulariidae. Inga underarter finns listade i Catalogue of Life.